# Jolly Creek
Jolly Creek är ett vattendrag i Kanada.   Det ligger i provinsen British Columbia, i den södra delen av landet, 3 300 km väster om huvudstaden Ottawa.
I omgivningarna runt Jolly Creek växer i huvudsak barrskog. Trakten runt Jolly Creek är nära nog obefolkad, med mindre än två invånare per kvadratkilometer.